# إدوارد تي. غرين
إدوارد تي. غرين هو محامي وقاضي وسياسي أمريكي، ولد في 1837 في ترنتون في الولايات المتحدة، وتوفي في 10 أكتوبر 1896.